# Сальмон, Андре

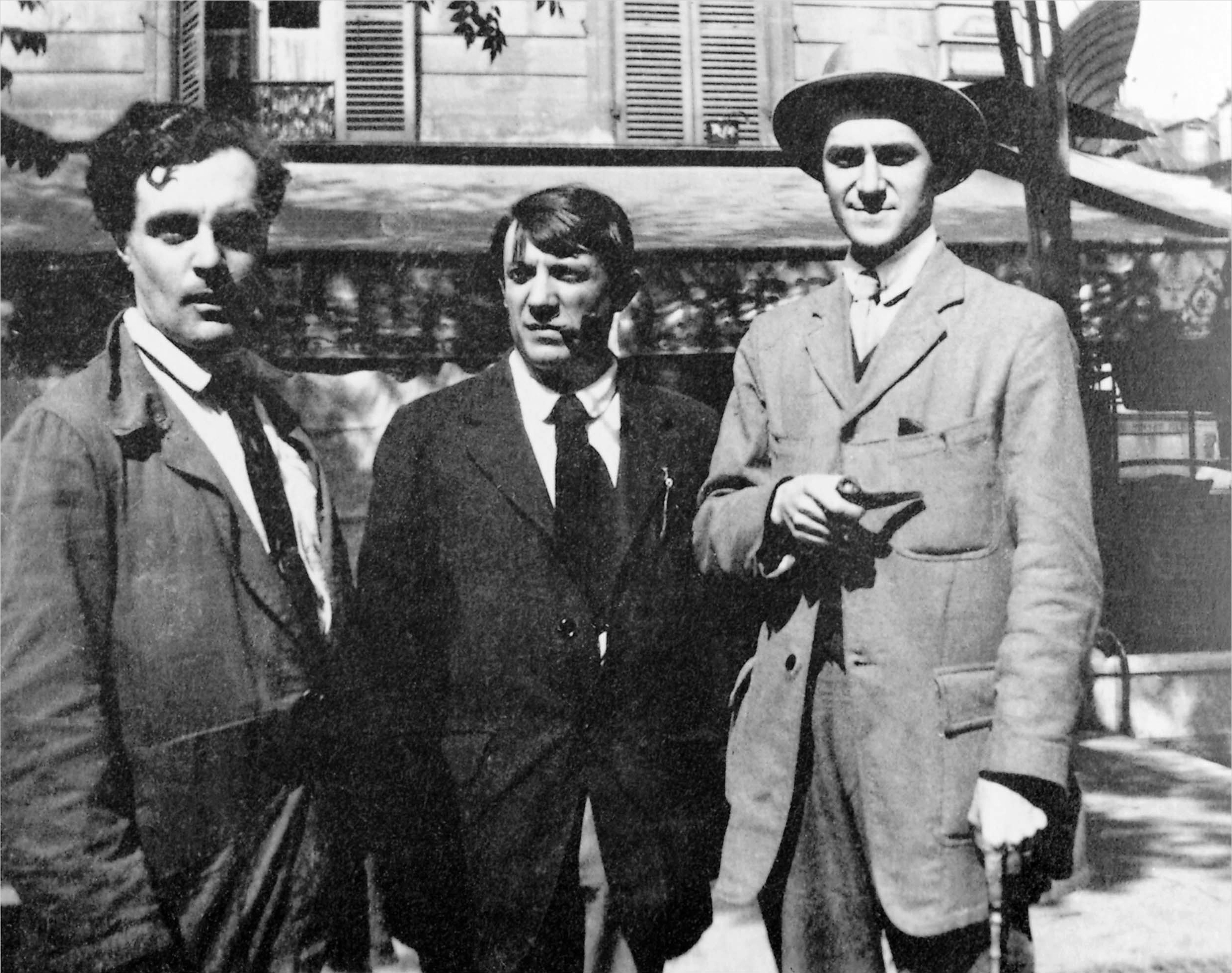
Модильяни, Пикассо и Сальмон. 1916 год

Андре Сальмон (фр. André Salmon;, 4 октября 1881, Париж, — 12 марта 1969, Санари-сюр-Мер) — французский поэт, писатель и художественный критик, один из основоположников кубизма.

## Жизнь и творчество
Сальмон родился в Париже, в XI округе, четвертым ребенком в семье Эмиля-Фредерика Сальмон, скульптора и гравера, и Софи-Жюли Каттио, дочери основателя Радикальной партии. Андре Сальмон воспитывался в семье с давними культурными традициями; его дед был художником, а отец — скульптором. В 1897—1902 годах он со своими родителями живёт в Санкт-Петербурге, позднее он занимает там пост помощника атташе во французском посольстве. В 1902 году А. Сальмон возвращается во Францию. Здесь его призывают на воинскую службу, но через несколько месяцев по болезни демобилизуют.
В начале XX века А. Сальмон, решивший посвятить себя литературе, входит в творческие круги молодых людей, группирующиеся вокруг Латинского квартала. Здесь он знакомится с малоизвестным тогда ещё поэтом Г. Аполлинером. Вместе с некоторыми другими художниками и поэтами они создают своё творческое объединение. В 1904 году А. Сальмон селится в здании Бато-Лавуар, в котором тогда проживали и работали П. Пикассо, Аполлинер, Кеес ван Донген, Макс Жакоб и другие авангардисты. Среди его друзей были также А. Модильяни и Ж. Кокто.
С 1928 года Сальмон работал в газете Le Petit Parisien в качестве репортера. В 1930-х годах он столкнулся с финансовыми трудностями, в то время как его жена становилась все более зависимой от опиума, и он был вынужден публиковаться в менее значимых периодических изданиях, таких как Paris Sex-Appeal.
Особую известность получили художественно-критические статьи А. Сальмона, в которых он, наряду с такими знатоками искусства, как Макс Жакоб, Морис Рейналь и Карл Эйнштейн, просвещал скептически настроенного читателя в отношении такого нового направления в культурной жизни начала XX столетия, как кубизм. Будучи, наравне с Аполлинером и М. Рейналем, одним из горячих пропагандистов кубизма, А. Сальмон не только сообщал о содержании выставок в Парижских салонах и других галереях Парижа, но и давал критические оценки эстетической ценности и исторической значимости выставляемых произведений искусства. Особенно близки ему казались работы таких мастеров кисти, как П. Пикассо, Ф. Леже, Х. Грис и Ж. Брак. Наряду с Г. Аполлинером и К. Эйнштейном, А. Сальмон был первым искусствоведом, признавшим большое творческое значение африканского традиционного искусства для культуры авангарда.
В 1964 году А. Сальмону была присуждена премия Французской академии за поэтическое мастерство.

## Сочинения (избранное)

### Поэтические сборники
- Poèmes, Vers et prose, 1905
- Féeries, Vers et prose, 1907
- Le Calumet, Falque, 1910
- Prikaz, Paris, Éditions de la Sirène, 1919
- C'est une belle fille ! Chronique du vingtième siècle, Albin Michel, 1920
- Réédition chez Stock, 1922; puis aux Nouvelles Éditions Debresse, coll. Les Introuvables, Paris, 1956
- Le Livre et la Bouteille, Camille Bloch éditeur, 1920
- L'Âge de l'Humanité, Paris, Gallimard, 1921
- Ventes d'Amour, Paris, À la Belle Édition, chez François Bernouard, 1922
- Peindre, Paris, Éditions de la Sirène, 1921. Avec un portrait de l'auteur par Picasso
- Créances 1905-1910 (Les Clés ardentes. Féeries. Le Calumet). Paris, Gallimard, 1926
- Métamorphoses de la harpe et de la harpiste, Éditions des Cahiers Libres, 1926
- Vénus dans la balance, Éditions des Quatre Chemins, 1926
- Tout l'or du monde, Paris, Aux éditions du Sagittaire, chez Simon Kra, coll. Les Cahiers nouveaux no 36, 1927
- Carreaux 1918-1921 (Prikaz. Peindre. L'Âge de l'Humanité. Le Livre et la Bouteille), Paris, Gallimard, 1928
- Saints de glace, Paris, Gallimard, 1930
- Troubles en Chine, René Debresse éditeur, 1935
- Saint André, Paris, Gallimard, 1936
- Odeur de poésie, Marseille, Robert Laffont, 1944
- Les Étoiles dans l'encrier, Paris, Gallimard, 1952
- Vocalises, Paris, Pierre Seghers, 1957
- Créances, 1905-1910, suivi de Carreaux 1918-1921, Paris, Gallimard, 1968
- Carreaux et autres poèmes, préface de Serge Fauchereau, Paris, Poésie/Gallimard, 1986

### Проза
- Tendres canailles, Paris, Librairie Ollendorff, 1913, Paris, Gallimard, 1921
- Monstres choisis, nouvelles, Paris, Gallimard, 1918
- Mœurs de la Famille Poivre, Genève, Éditions Kundig, 1919
- Le Manuscrit trouvé dans un chapeau, Société littéraire de France, 1919, Paris, Stock, 1924
- La Négresse du Sacré-Cœur, Paris, Gallimard, 1920, 2009
- Bob et Bobette en ménage, Paris, Albin Michel, 1920
- C'est une belle fille, Paris, Albin Michel, 1920
- L'Entrepreneur d'illuminations, Paris, Gallimard, 1921 (рус. перевод, 1927)
- L'Amant des Amazones, Éditions de la Banderole, 1921
- Archives du Club des Onze, Nouvelle Revue Critique, 1924
- Une orgie à Saint-Pétersbourg, Paris, Aux éditions du Sagittaire, chez Simon Kra, Collection de la Revue européenne, no 13, 1925
- Comme un homme, Figuière
- Noces exemplaires de Mie Saucée, Jonquières
- Le Monocle à deux coups, Paris, Jean-Jacques Pauvert, 1968

### Драматургия
- Natchalo  Театр Искусств, 7 апреля 1922
- Deux hommes, une femme
- Sang d'Espagne

### Критические статьи и эссе
- La Jeune Peinture française, Paris, Albert Messein, 1912, Collection des Trente
- Histoires de Boches, ornées de dessins (clichés aux traits) par Guy Dollian. Paris, Société littéraire de France, 1917
- La Jeune Sculpture française, Paris, Albert Messein, 1919, Collection des Trente
- L'Art vivant, Paris, Georges Crès, 1920
- Propos d'atelier, Paris, Georges Crès, 1922
- La Révélation de Seurat, Bruxelles, Éditions Sélection, 1921
- Cézanne, Paris, Stock, 1923
- André Derain, Paris, Gallimard, 1924
- Modigliani, Les Quatre chemins, 1926
- Kisling, Éditions des Chroniques du Jour, 1927
- Henri Rousseau, dit le Douanier, Paris, Georges Crès, 1927
- Émile Othon Friesz, Éditions des Chroniques du Jour, 1927
- Chagall, Éditions des Chroniques du Jour, 1928
- L'Art russe moderne, Éditions Laville, 1928
- Léopold-Lévy, Éditions du Triangle
- Ortiz de Zarate, Éditions du Triangle
- Picasso, Éditions du Triangle
- L'érotisme dans l'art contemporain, Éditions Calavas, 1931
- Le Drapeau noir, 1927
- Léopold Gottlieb, 1927
- Voyages au pays des voyantes, Paris, Éditions des Portiques
- Le Vagabond de Montparnasse : vie et mort du peintre A. Modigliani, 1939